# Stadtschloss Lüneburg

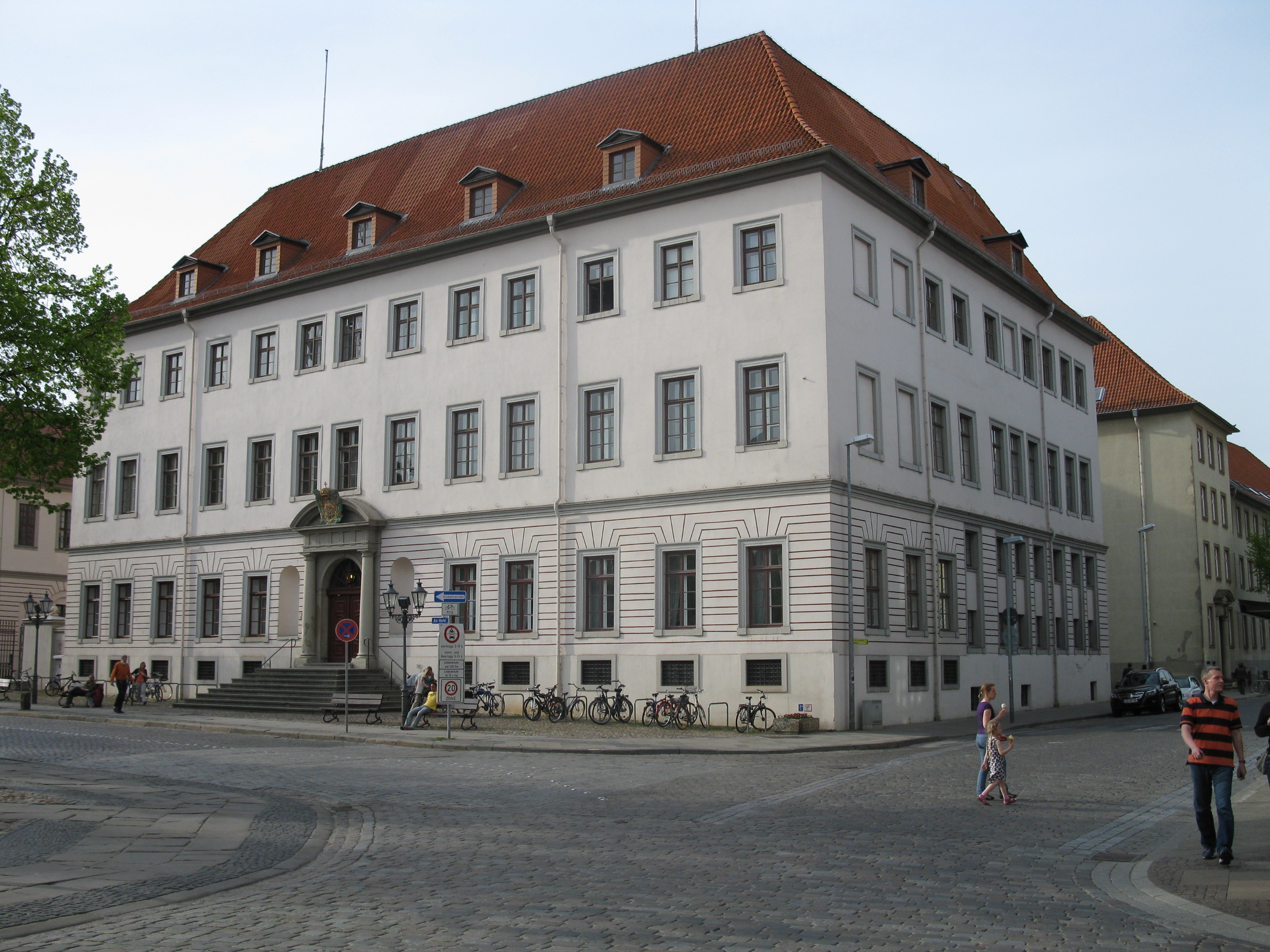
Stadtschloss Lüneburg

Das Schloss Lüneburg ist ein Stadtschloss der Welfen in Lüneburg (Marktplatz), im Landkreis Lüneburg in Niedersachsen.

## Geschichte
Das Schloss liegt am Marktplatz der Hansestadt Lüneburg. Herzog Georg Wilhelm von Braunschweig-Lüneburg ließ das Schloss von 1695 bis 1700 durch Johann Caspar Borchmann unter Einbeziehung von drei ehemaligen Patrizierhäusern erbauen, als künftigen Witwensitz seiner Gemahlin Eleonore d’Olbreuse, die hier von 1705 bis zu ihrem Tod 1722 lebte. 
Das Schloss ist ein massiger Barockbau, der sich an der Nordseite des Marktplatzes in Lüneburg befindet.
Die Fassade zum Marktplatz zeigt einen dreigeschossigen symmetrisch angelegten Bau mit erhöhtem Erdgeschoss (über einem Souterrain-Geschoss) und prächtigem zentralen Portal, zu dem eine Treppe hinaufführt.
Später wurde das Schloss als Kaserne und Sitz des Amtsgerichts Lüneburg genutzt. Aktuell wird das Gebäude vom Landgericht Lüneburg genutzt.